# Limnophila politostriata
Limnophila politostriata là một loài ruồi trong họ Limoniidae. Chúng phân bố ở miền Cổ bắc.